# قرنطوع (رخية)
'

تعديل مصدري - تعديل

قرنطوع هي إحدى قرى عزلة رخية بمديرية رخية التابعة لمحافظة حضرموت، بلغ تعداد سكانها 385 نسمة حسب تعداد اليمن لعام 2004.